# Liste der Baudenkmäler in Murnau am Staffelsee

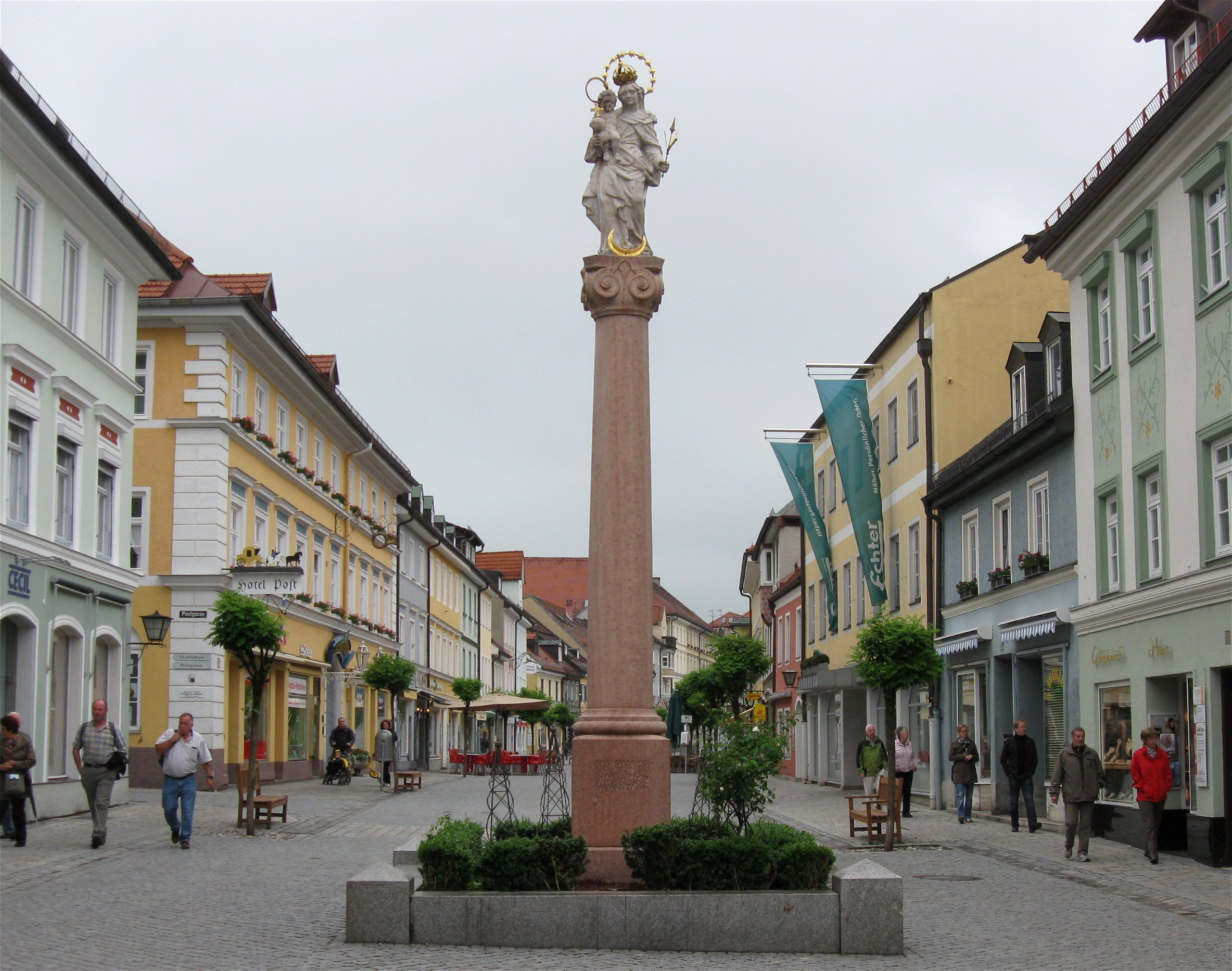
Mariensäule am Untermarkt in Murnau am Staffelsee

Auf dieser Seite sind die Baudenkmäler in dem oberbayerischen Markt Murnau am Staffelsee zusammengestellt. Diese Tabelle ist eine Teilliste der Liste der Baudenkmäler in Bayern. Grundlage ist die Bayerische Denkmalliste, die auf Basis des Bayerischen Denkmalschutzgesetzes vom 1. Oktober 1973 erstmals erstellt wurde und seither durch das Bayerische Landesamt für Denkmalpflege geführt wird. Die folgenden Angaben ersetzen nicht die rechtsverbindliche Auskunft der Denkmalschutzbehörde.

## Ensemble

### Obermarkt/Untermarkt
E-1-80-124-1

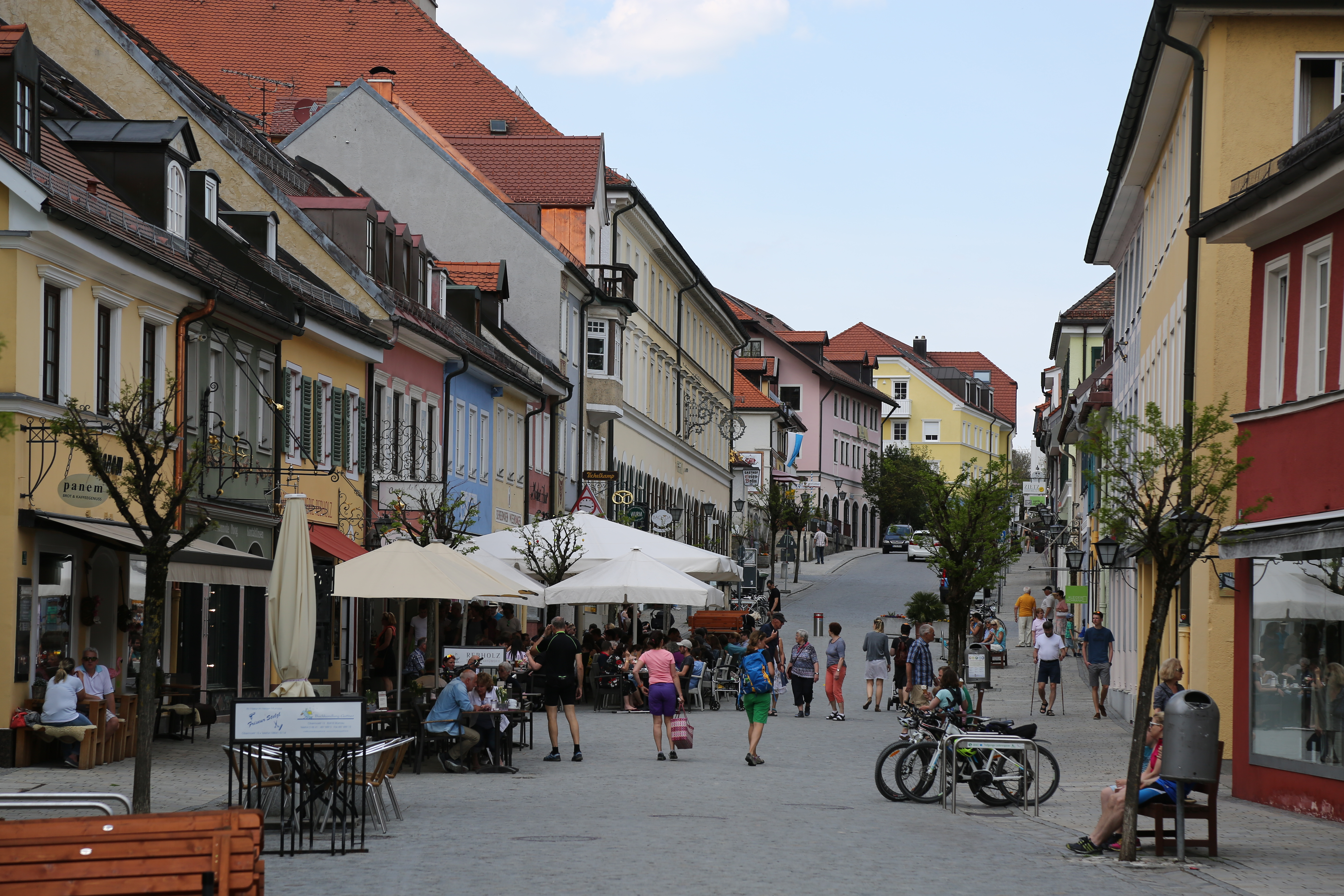
Murnau, Obermarkt

Obermarkt und Untermarkt bilden ineinander übergehend die von Norden nach Süden in leichter Krümmung abfallende Hauptstraße des Marktes Murnau. Der lange Straßenmarkt, als Haupt- und Durchgangs-, Wohn- und Geschäftsstraße funktional als Kernbereich des Ortes ausgewiesen, entwickelte sich aus und an der mittelalterlichen Rottstraße von Innsbruck nach München. In den natürlichen Taleinschnitt zwischen die Hügel Dünaburg und Eichholz gelagert, ist der Straßenmarkt bereits im frühen Mittelalter von einer Burg beherrscht, die später zur Schlossanlage ausgebaut wird. Die Siedlung selbst, Ende des 12. Jahrhunderts erstmals urkundlich genannt, ist bischöflich Augsburgisches Dorf mit Handwerk, Gewerbe und Kleinhandel, ab 1322 kaiserlich gefreiter Markt, 10 Jahre später mit seinen Privilegien dem Kloster Ettal zugeschlagen (bis 1803). Der Ort bleibt auch in der folgenden Zeit primär handwerklich und gewerblich strukturiert, ohne eigentliche Industrialisierung. Der heutige Marktgrundriss ist weitgehend identisch mit der Parzellierung des 18. Jahrhunderts. Nach drei Großbränden in der 1. Hälfte des 19. Jahrhunderts kam es sukzessive zu einer einheitlichen Bebauung: die Bürgerhäuser des Obermarktes entstanden nach dem Brand von 1835, die nach Süden liegenden des Untermarktes nach dem von 1837 und die des oberen Untermarktes nach 1851. 

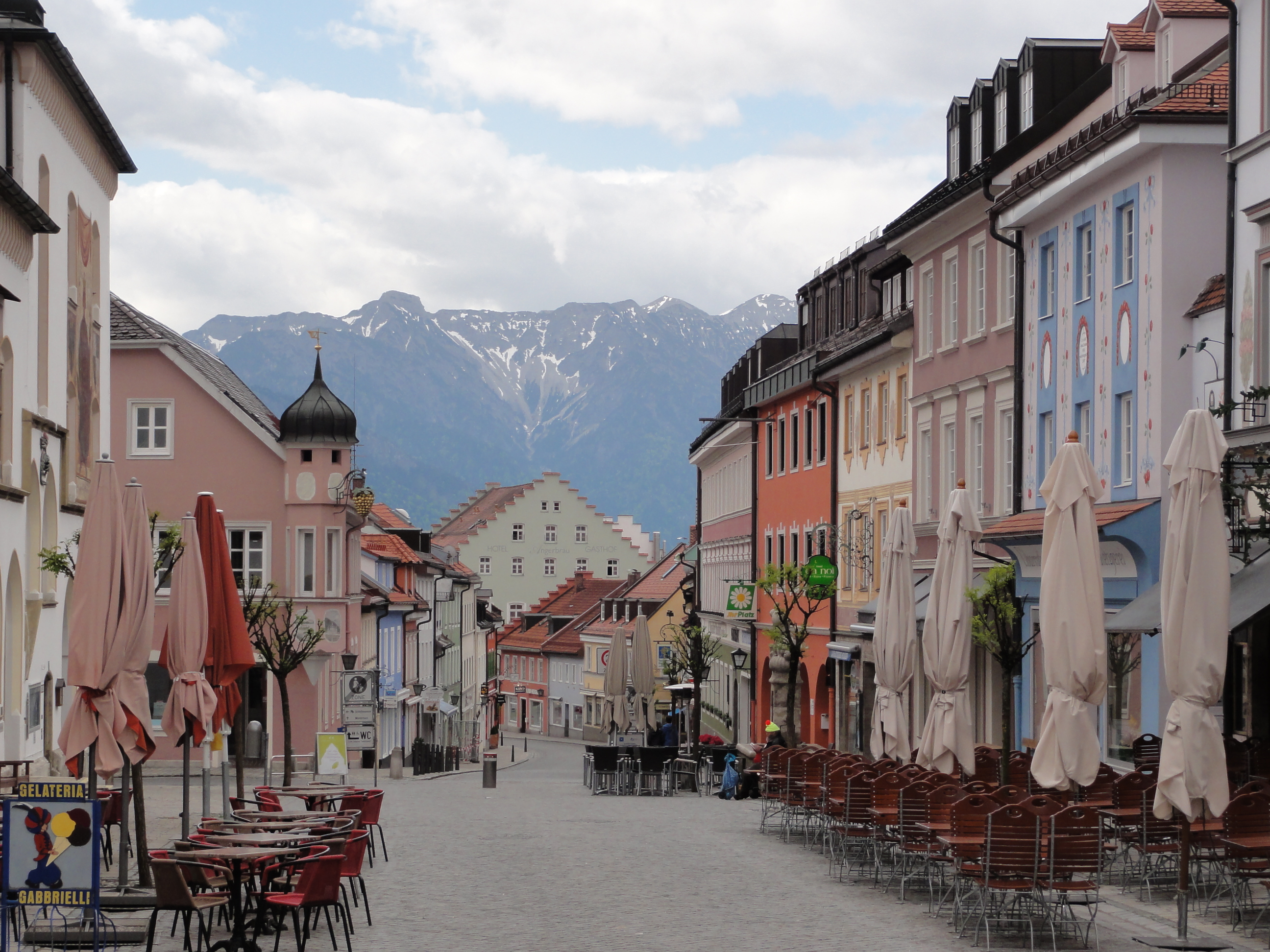
Murnau, Untermarkt

Die ursprünglich schmucklosen Häuser wurden von 1906 bis 1910 unter der Leitung Emanuel von Seidls mit Anspruch auf eine Gesamtwirkung farblich-dekorativ überarbeitet, fast durchgängig mit Fensterläden versehen und durch Embleme von Handwerk und Gewerbe bezeichnet. Der gegenwärtige Zustand zeigt infolge Überarbeitung in jüngerer Zeit nur noch rudimentär Spuren dieser Farbigkeit, vereinzelt noch figürliche Dekoration. Die beiden meist traufseitigen, manchmal auch giebelständigen Häuserzeilen verlaufen am Anfang und gegen Ende des Marktes hin zweigeschossig, in der Mitte dreigeschossig angehoben. Einziger Schmuck: profilierte Tor- und Fensterrahmungen, Sohlbank- und Traufgesimse, vereinzelt Fensterläden, Holztüren. In der östlichen Zeile bilden Mariahilfkirche, das neogotische Rathaus von 1842 sowie das Eckhaus Schloßbergstraße 2 mit seinem in den Straßenmarkt hineinragenden Erker Blickdominanten. In der westlichen Zeile setzt die weitausgreifende, breit gelagerte Brauerei Griesbräu am Obermarkt 35 und 37 einen Akzent, wie überhaupt die zahlreichen stattlichen Gasthöfe an das bis über die Jahrhundertwende hinaus stark entwickelte Braugewerbe erinnern. Hangabwärts grenzt das vorgeschobene Angerbräu (Untermarkt 44) mit Treppengiebel den Markt ab, hangaufwärts geht der Straßenmarkt in die Weilheimer Straße über. Die leichte Straßenkrümmung schafft Geschlossenheit in jeder Blickrichtung. Mitten im Straßenmarkt die um 1700 entstandene Mariensäule. Insgesamt ist der kleinstädtische Charakter mit bescheiden-biedermeierlichem Akzent gewahrt. Im Detail ist ein Verlust an historischer Architektursubstanz ablesbar: durch moderne Ladeneinbauten, Entfernung der Fensterläden, Veränderung der Fenster und anderes.

## Baudenkmäler nach Ortsteilen

### Murnau
| Lage                                                          | Objekt                                | Beschreibung | Akten-Nr.                | Bild                                |
| ------------------------------------------------------------- | ------------------------------------- | --- | ------------------------ | ----------------------------------- |
| Am Eichholz 4 (Standort)                                      | Wohnhaus                              | Erdgeschossiger Satteldachbau in reduzierten Heimatstilformen mit Giebellaube, 1909. | D-1-80-124-5             | BW                                  |
| Am Eichholz 4 (Standort)                                      | Ainmiller-Türmchen                    | Gartenpavillon, oktogonaler Zeltdach-Natursteinbau mit verschindeltem Obergeschoss, Außentreppe und umlaufender Laube, um 1890. | D-1-80-124-5 zugehörig   | BW                                  |
| Am Hochanger (Standort)                                       | Wegkreuz                              | Großer gefasster Holzkorpus mit Wettermantel, 18. Jahrhundert. | D-1-80-124-132           | weitere Bilder                      |
| Am Kapferberg 1 (Standort)                                    | Landhaus                              | Zweigeschossiger flacher Schopfwalmdachbau mit Erker und plastischen giebelseitigen Hirschen, Ende 19. Jahrhundert. | D-1-80-124-6             | weitere Bilder                      |
| Bahnhofplatz (Standort)                                       | Lokomotive LAG 4 „Johanna“ / E 69 04  | Erbaut im Jahre 1901 von dem Kölner Unternehmen Van der Zypen & Charlier als Versuchslok. 1917 bis 1920 baute das Unternehmen Siemens & Halske die Lok in zwei Lokomotiven um. Der erste Teil wurde als Güterzuglok auf der Strecke Oberammergau – Murnau bis 1977 eingesetzt. | D-1-80-124-137           | weitere Bilder                      |
| Bahnhofplatz (Standort)                                       | Eisenbahnsignal                       | Signal aus Westerham, Landkreis Rosenheim; bis 1996 vor Arnulfstraße 19 in München. | D-1-80-124-137 zugehörig | weitere Bilder                      |
| Bahnhofplatz 9 (Standort)                                     | Dienstwohnhaus                        | Ehemals Dienstwohnhaus des Lokalbahnhofs der Linie Murnau-Oberammergau, zweigeschossiger getünchter Ziegelbau mit Satteldach und Lisenengliederung, um 1898, Dach später verändert. | D-1-80-124-135           | Dienstwohnhaus                      |
| Bahnhofplatz 10 (Standort)                                    | Bahnverwaltung                        | Ehemalige Bahnverwaltung des Lokalbahnhofs der Linie Murnau-Oberammergau, erdgeschossiger getünchter Ziegelbau mit Flachsatteldach und Lisenengliederung, um 1898. | D-1-80-124-136           | BW                                  |
| Bahnhofplatz 11 (Standort)                                    | Ehemaliger Bahnhof                    | Ehemaliger Lokalbahnhof der Linie Murnau-Oberammergau, zweigeschossiger teilweise verschindelter Ziegelbau mit Halbwalmdach, Lisenengliederung, schopfgewalmtem Eingangsrisalit und Zwerchhaus, 1898. | D-1-80-124-7             | weitere Bilder                      |
| Bahnhofstraße 1 (Standort)                                    | Postamt                               | Zweigeschossiger historisierender Satteldachbau mit Treppengiebeln und Fassadenmalerei, von Franz Holzhammer, bezeichnet 1923. | D-1-80-124-8             | weitere Bilder                      |
| Barmannweg 1 (Standort)                                       | Ehemaliges Handwerkerhaus             | Zweigeschossiger nordseitig geknickter Flachsatteldachbau, 2. Hälfte 18. und 19. Jahrhundert. | D-1-80-124-9             | Ehemaliges Handwerkerhaus           |
| Barmannweg 7 (Standort)                                       | Ehemaliges Kleinbauernhaus            | Zweigeschossiger Flachsatteldachbau mit Laube und Zierbund, 2. Hälfte 18. Jahrhundert. | D-1-80-124-10            | Ehemaliges Kleinbauernhaus          |
| Burggraben 20 (Standort)                                      | Wandbild                              | Historiendarstellung des Ortsbrandes 1851, nach 1851, 1963 erneuert. | D-1-80-124-12            | weitere Bilder                      |
| Burggraben 26 (Standort)                                      | Wohnhaus                              | Dreigeschossiger Flachsatteldachbau mit Giebelluken, 18. und 19. Jahrhundert. | D-1-80-124-13            | Wohnhaus                            |
| Burggraben 32 (Standort)                                      | Doppelhaushälfte                      | Zweigeschossiger Flachsatteldach mit Laube, 2. Hälfte 18. Jahrhundert. | D-1-80-124-14            | BW                                  |
| Färbergasse (Standort)                                        | Georgs-Bogen                          | Barockisierender schwibbogenartiges Heiligenhäuschen mit barocker Georgsfigur, gestiftet von Emanuel von Seidl, 1906. | D-1-80-124-79            | weitere Bilder                      |
| Griesbräustraße 2 (Standort)                                  | Wohnhaus                              | Zweigeschossiger Halbwalmdachbau mit Gesimsgliederung und geschnitzter Haustür, Mitte 19. Jahrhundert. | D-1-80-124-17            | weitere Bilder                      |
| Hechendorfer Straße 5 (Standort)                              | Bahnwärterhaus                        | Erdgeschossiger Zeltdachbau mit Kastengesims und polygonalem Eckfenster, von Emanuel von Seidl, 1909. | D-1-80-124-18            | Bahnwärterhaus                      |
| Hochried 2 (Standort)                                         | Schloss Hochried                      | Dreiflügeliger Walmdachbau mit unverputztem Naturstein-Sockelgeschoss, Eingangsportikus und Gauben, von Carl Sattler, 1912 für den Bankier James Loeb. | D-1-80-124-19            | weitere Bilder                      |
| Hochried 2 (Standort)                                         | Pförtnerhaus                          | Erdgeschossiger Schopfwalmdachbau mit Natursteinsockel und verschalten Giebelfeldern, von Carl Sattler, 1916 | D-1-80-124-20            | weitere Bilder                      |
| Hörnleweg (Standort)                                          | Lourdesgrotte                         | Aufwendige, in den Hang eingebaute Anlage von 1893, bestehend aus der geräumigen Grotte mit großer Marienfigur und der überbauten Quelle am Bachufer; südlich des Hörnlewegs in einer Waldschlucht. | D-1-80-124-74            | Lourdesgrotte                       |
| Johannisstraße 14/16 (Standort)                               | Doppelhaus                            | Zweigeschossiger Flachsatteldachbau in Ecklage mit verbrettertem Giebelfeld und Hausfigur, im Kern 18. Jahrhundert, Heiligenfigur 18. Jahrhundert, Dach erneuert. | D-1-80-124-22            | Doppelhaus                          |
| Johannisstraße 17 (Standort)                                  | Ehemaliger Bierkeller „Reindlstadel“  | Erdgeschossiger Satteldachbau mit Giebeltoren, Gruppenfenstern und Putzgliederung, mit technischer Einrichtung (Aufzugssystem), Mitte 19. Jahrhundert. | D-1-80-124-23            | Ehemaliger Bierkeller„Reindlstadel“ |
| Johannisstraße 18 (Standort)                                  | Wohnhaus                              | Zweigeschossiger Satteldachbau mit Wandmalerei, 1. Hälfte 19. Jahrhundert. | D-1-80-124-134           | Wohnhaus                            |
| Johannisstraße 18 (Standort)                                  | Austragshaus                          | Zweigeschossiger kleiner Satteldachbau, 1. Hälfte 19. Jahrhundert. | D-1-80-124-134 zugehörig | BW                                  |
| Kellerstraße 11 (Standort)                                    | Evang.-luth. Christuskirche           | Schlichter barockisierender Zentralraum mit östlichem Zwiebelturm, von German Bestelmeyer, 1922, 1955 trapezförmig erweitert und umgestaltet. | D-1-80-124-3             | weitere Bilder                      |
| Kirchplatz 6; Näckergaßl; Nähe Mayr-Graz-Weg (Standort)       | Katholische Pfarrkirche St. Nikolaus  | Barocker überkuppelter Acht-Arkadenraum mit vorgesetztem dreischiffigem Emporenjoch, zentralisierender Choranlage und südöstlichem Zwiebelturm, Langhaus 1717–1721, Chor 1725–1727, 1730–1732 Turmerhöhung auf gotischem Unterbau; mit Ausstattung Friedhofsmauer, Bruchstein und Ziegelmauerwerk, in Teilen mittelalterlich und frühneuzeitlich, vor allem nach 1860, mit einläufiger Treppe | D-1-80-124-1             | weitere Bilder                      |
| Kirchplatz 4 (Standort)                                       | Kriegergedächtniskapelle              | Überkuppelte Kapelle mit Säulenportikus und Flammenschalen, 1923, von Gustav Reutter, und nach 1945; mit Ausstattung. | D-1-80-124-1 zugehörig   | weitere Bilder                      |
| Kohlgruber Straße (Standort)                                  | Denkmal König Ludwigs II.             | Nischenartige Anlage in historisierenden Formen mit Portraitbüste König Ludwigs II. und seitlichen Bronzelöwen, von Josef Hautmann, bezeichnet 1894. | D-1-80-124-24            | weitere Bilder                      |
| Kohlgruber Straße 43 (Standort)                               | Landhaus Tappeiner                    | Erdgeschossiger barockisierender Mansardwalmdachbau mit Treppenturm, Erker, Loggia und Laube mit hölzernen dorischen Säulen, von Emanuel von Seidl, 1909/10. | D-1-80-124-25            | BW                                  |
| Kottmüllerallee (Standort)                                    | Allee                                 | Aus über 140 mächtigen Eichen bestehend, 1870/80 auf Anregung von Emmeram Kottmüller als Spazierweg angelegt; zwischen dem Hochangerweg und dem zur Ähndlkirche führenden Feldweg. | D-1-80-124-133           | weitere Bilder                      |
| Kottmüllerallee 6 (Standort)                                  | Wohnhaus und Atelier „Münter-Haus“    | Kleines Wohnhaus mit Mansard-Satteldach, 1908 erbaut; Heim Wassily Kandinskys und Gabriele Münters. | D-1-80-124-26            | weitere Bilder                      |
| Maria-Antonien-Weg 4 (Standort)                               | Landhaus                              | Zweigeschossiger Mansarddachbau mit Schopf, Kastengesims, teilverschaltem Giebelfeld und Eingangsaltane, um 1905/10. | D-1-80-124-27            | Landhaus                            |
| Maria-Antonien-Weg 12 (Standort)                              | Landhaus                              | Erdgeschossiger neubarocker Mansardwalmdachbau mit Eingangsloggia und Putzgliederung, um 1910. | D-1-80-124-28            | Landhaus                            |
| Mayr-Graz-Weg 1 (Standort)                                    | Mesnerhaus                            | Zweigeschossiger Flachsatteldachbau mit einfachem Zierbund, Mitte 18. Jahrhundert. | D-1-80-124-29            | weitere Bilder                      |
| Mayr-Graz-Weg 14 (Standort)                                   | Mädchenschule                         | Ehemalige Mädchenschule der Armen Schulschwestern, jetzt Grund- und Hauptschule, zwei- bzw. dreigeschossiger historisierender Gruppenbau mit Walm- und Mansardwalmdächern, von Emanuel von Seidl, 1910/11. | D-1-80-124-30            | weitere Bilder                      |
| Oberes Lüßfeld (Standort)                                     | Hammerschmiede                        | Erdgeschossiger Satteldachbau mit Laube am verbretterten Giebelfeld, 1890, 1974 unter Verwendung historischer Teil erneuert; mit technischer Ausstattung. | D-1-80-124-138           | BW                                  |
| Obermarkt 1 (Standort)                                        | Hotel Post                            | Dreigeschossiger klassizisierender Walmdachbau in Ecklage mit Stuckgliederung, nach 1835. | D-1-80-124-31            | weitere Bilder                      |
| Obermarkt 3/5/7 (Standort)                                    | Wohn- und Geschäftshaus               | Dreigeschossige Satteldachbauten mit gleichartig gegliederter Putzgliederung, nach 1835. | D-1-80-124-33            | Wohn- und Geschäftshaus             |
| Obermarkt 4 (Standort)                                        | Wohnhaus                              | Zweigeschossiger biedermeierlicher Walmdachbau, um 1835. | D-1-80-124-34            | Wohnhaus                            |
| Obermarkt 8 (Standort)                                        | Wohn- und Geschäftshaus               | Dreigeschossiger Walmdachbau mit klassizisierender Fassadengliederung, um 1835. | D-1-80-124-36            | weitere Bilder                      |
| Obermarkt 10 (Standort)                                       | Wohnhaus                              | Zweigeschossiger Walmdachbau mit Wandbild, um 1835. | D-1-80-124-38            | weitere Bilder                      |
| Obermarkt 11 (Standort)                                       | Wohn- und Geschäftshaus               | Zweigeschossiger kleiner Satteldachbau in biedermeierlichen Formen, um 1835. | D-1-80-124-39            | BW                                  |
| Obermarkt 12 (Standort)                                       | Wohn- und Geschäftshaus               | Zweigeschossiger biedermeierlicher Walmdachbau mit Putzgliederung, um 1835. | D-1-80-124-40            | weitere Bilder                      |
| Obermarkt 14/16 (Standort)                                    | Doppelhaus                            | Zweigeschossiger biedermeierlicher Walmdachbau in Ecklage mit Gesimsen, um 1835. | D-1-80-124-42            | Doppelhaus                          |
| Obermarkt 22 (Standort)                                       | Wohn- und Geschäftshaus               | Zweigeschossiger biedermeierlicher Walmdachbau in Ecklage, um 1835, geschnitzte Haustür bezeichnet 1800. | D-1-80-124-44            | Wohn- und Geschäftshaus             |
| Obermarkt 30 (Standort)                                       | Wohn- und Geschäftshaus               | Dreigeschossiger biedermeierlicher Walmdachbau in Ecklage mit Gesimsgliederung, um 1835. | D-1-80-124-48            | BW                                  |
| Obermarkt 35/37 (Standort)                                    | Gasthof Griesbräu                     | Dreigeschossiger Vierflügelkomplex mit klassizisierender Stuckgliederung, nach 1835. | D-1-80-124-50            | weitere Bilder                      |
| Obermarkt 39 (Standort)                                       | Eckpavillon                           | Kleiner Zeltdach-Eckbau mit Putzgliederung und durchbrochener Backsteinmauer über hohem Natursteinsockel, um 1835/50. | D-1-80-124-52            | Eckpavillon                         |
| Petersgasse 3 (Standort)                                      | Stattlicher Stadel                    | Zweigeschossiger Halbwalmdachbau mit korbbogigem Einfahrtstor, um 1840/50. | D-1-80-124-56            | BW                                  |
| Petersgasse 7 (Standort)                                      | Peterskapelle                         | Kleiner neugotischer Satteldachbau, um 1850/60; mit Ausstattung | D-1-80-124-4             | Peterskapelle                       |
| Pfarrstraße 2/2a (Standort)                                   | Doppelhaus                            | Zweigeschossiger Flachsatteldachbau mit verputzten Blockbauteilen, um 1646. | D-1-80-124-57            | Doppelhaus                          |
| Pfarrstraße 19/21 (Standort)                                  | Doppelbauernhaus                      | Zweigeschossiger Flachsatteldachbau mit traufseitiger Laube und Zierbund, um 1770. | D-1-80-124-58            | Doppelbauernhaus                    |
| Ramsachleite 9 (Standort)                                     | Landhaus                              | Erd- bzw. zweigeschossiger Frackdachbau mit verschiedenen Anbauten in Heimat- und Jugendstilformen mit Erkern, Fachwerkteilen, Altane und Säulenhof, von Ernst Hegemann, 1906/07; mit Ausstattung. | D-1-80-124-59            | BW                                  |
| Schloßbergstraße 3 (Standort)                                 | Wohn- und Geschäftshaus               | Zweigeschossiger Krüppelwalmdachbau in Ecklage mit Lünettenöffnungen im Giebelfeld und traufseitigem Wandbild, 18./19. Jahrhundert. | D-1-80-124-61            | weitere Bilder                      |
| Schloßbergstraße 6 (Standort)                                 | Wohn- und Geschäftshaus               | Zweigeschossiger Satteldachbau mit Putzgliederung, Mitte 19. Jahrhundert, geschnitzte Haustür, gleichzeitig. | D-1-80-124-62            | Wohn- und Geschäftshaus             |
| Schloßbergstraße 8 (Standort)                                 | Ladenschild                           | Eisernes Ladenschild, bezeichnet 1802. | D-1-80-124-63            | weitere Bilder                      |
| Schloßbergstraße 10 (Standort)                                | Wohnhaus                              | Zweigeschossiger Satteldachbau in Ecklage mit Treppengiebeln, Mitte 19. Jahrhundert. | D-1-80-124-64            | weitere Bilder                      |
| Schloßbergstraße 21/23 (Standort)                             | Wohnhaus                              | Zweigeschossiger zusammengezogener Walmdachbau in biedermeierlichen Formen mit Balkon und Putzgliederung, Mitte 19. Jahrhundert. | D-1-80-124-65            | Wohnhaus                            |
| Schloßbergstraße 30 (Standort)                                | Landhaus Ainmiller                    | Zweigeschossiger unverputzter Backsteinbau im alpenländischen Heimatstil mit Flachsatteldach, umlaufender Laube, Hochlaube und geschnitzten Details, von August Pfeiffer, 1887. | D-1-80-124-66            | weitere Bilder                      |
| Schloßbergstraße 30 (Standort)                                | Gartentor                             | Hölzernes bemaltes Pagodentor mit Aussägearbeiten, bezeichnet 1887, versetzt; mit Ausstattung. | D-1-80-124-66 zugehörig  | Gartentor                           |
| Schloßbergstraße 32 (Standort)                                | Kutscherhaus                          | Flachsatteldachbau im alpenländischen Heimatstil mit ziegelsichtigem Erdgeschoss, Fachwerk-Obergeschoss, Außentreppe, Zier- und Vorbund, um 1887. | D-1-80-124-66 zugehörig  | weitere Bilder                      |
| Schloßbergstraße 32 (Standort)                                | Remise                                | Zweigeschossiger Ständerbau mit Zierbund sowie geschnitzten und bemalten Stützen, um 1887. | D-1-80-124-66 zugehörig  | BW                                  |
| Schloßhof 2/4 (Standort)                                      | Schlossökonomie                       | Viergeschossiger Satteldachbau mit Aufzugserker und östlichem zweigeschossigen Satteldachanbau mit Polygonalschluss, bezeichnet 1539. | D-1-80-124-69 zugehörig  | BW                                  |
| Schloßhof 5 (Standort)                                        | Ehemaliges Pflegschloss               | Anlage 15./16. Jahrhundert; Hauptbau, zwei- bzw. dreigeschossiger stattlicher Frackdachbau mit Zinnengiebel, 2. Hälfte 15. Jahrhundert. | D-1-80-124-69            | weitere Bilder                      |
| Schloßhof 10 (Standort)                                       | Ehemaliger Zehntstadel                | Zweigeschossiger Walmdachbau, 1740. | D-1-80-124-70            | Ehemaliger Zehntstadel              |
| Schützenplatz (Standort)                                      | Wegkreuz                              | Barocker gefasster Holzkruzifix mit Wettermantel, 18. Jahrhundert | D-1-80-124-71            | BW                                  |
| Seidl-Park (Standort)                                         | Seidl-Park                            | Englischer Landschaftsgarten, ab 1902 von Emanuel von Seidl im Zusammenhang mit seinem 1972 abgebrochenen Landhaus angelegt. | D-1-80-124-131           | weitere Bilder                      |
| Seidl-Park (Standort)                                         | Hermen-Rondell                        | Vier steinerne Komponisten-Hermen. | D-1-80-124-131 zugehörig | Hermen-Rondell                      |
| Seidl-Park (Standort)                                         | Freundschaftsaltar                    | Inschriftenstein auf dem Freundschaftshügel, 1904 eingeweiht. | D-1-80-124-131 zugehörig | Freundschaftsaltar                  |
| Seidl-Park (Standort)                                         | Orchester-Vereinsbank                 | Steinbank, 1906 aufgestellt. | D-1-80-124-131 zugehörig | Orchester-Vereinsbank               |
| Seidl-Park (Standort)                                         | Promenadenweg                         | Mit steinernen Hirschfiguren und Laube. | D-1-80-124-131 zugehörig | Promenadenweg                       |
| Seidlstraße 14 (Standort)                                     | Heuwaage                              | Ehemaliges Siechenhaus, dann Waaghaus, sogenannte Heuwaage, erdgeschossiger westlich halbgewalmter Steildachbau mit Giebeltür und Giebelluken, 18. Jahrhundert. | D-1-80-124-73            | Heuwaage                            |
| Untermarkt (Standort)                                         | Mariensäule                           | Barocke Madonnenfigur auf hoher Steinsäule, um 1700, 1859 überarbeitet, 1939 entfernt und 1975 wieder aufgestellt. | D-1-80-124-107           | weitere Bilder                      |
| Untermarkt 1 (Standort)                                       | Wohn- und Geschäftshaus               | Zweigeschossiger biedermeierlicher Satteldachbau mit Gurtgesims, nach 1837. | D-1-80-124-75            | Wohn- und Geschäftshaus             |
| Untermarkt 2 (Standort)                                       | Wohn- und Geschäftshaus               | Dreigeschossiger Walmdachbau in Ecklage mit klassizisierender Stuckgliederung, nach 1837. | D-1-80-124-76            | Wohn- und Geschäftshaus             |
| Untermarkt 5 (Standort)                                       | Katholische Filialkirche Maria Hilf   | Giebelständiger barocker Saalraum mit Polygonchor und Zwiebel-Giebelreiter, 1653–1655, nach Zerstörung Wiederaufbau 1703–1734 und 1774; mit Ausstattung | D-1-80-124-2             | Katholische Filialkirche Maria Hilf |
| Untermarkt 6 (Standort)                                       | Ehemaliges Gasthaus Alt-Murnau        | Dreigeschossiger südlich halbgewalmter Satteldachbau mit Gesimsgliederung und Fassadenmalerei, im Kern um 1838, Bemalung modern. | D-1-80-124-80            | Ehemaliges Gasthaus Alt-Murnau      |
| Untermarkt 8 (Standort)                                       | Wohn- und Geschäftshaus               | Dreigeschossiger biedermeierlicher Walmdachbau, nach 1837. | D-1-80-124-82            | Wohn- und Geschäftshaus             |
| Untermarkt 10 (Standort)                                      | Prinzregent-Ludwig-Brunnen            | Georgsskulptur auf Steinpostament mit Bronzerelief in steinernem Brunnentrog, 1913 eingeweiht. | D-1-80-124-85            | weitere Bilder                      |
| Untermarkt 13 (Standort)                                      | Rathaus                               | Dreigeschossiger gotisierender Walmdachbau mit nördlich zweigeschossigem Flachsatteldachanbau, Maßwerkfenstern und Fassadenmalerei, 1842. | D-1-80-124-87            | weitere Bilder                      |
| Untermarkt 16 (Standort)                                      | Gasthof Pantlbräu                     | Dreigeschossiger Halbwalmdachbau mit klassizisierender Stuckgliederung, nach 1837. | D-1-80-124-90            | weitere Bilder                      |
| Untermarkt 17 (Standort)                                      | Wohn- und Geschäftshaus               | Zweigeschossiger Satteldachbau, nach 1851. | D-1-80-124-91            | Wohn- und Geschäftshaus             |
| Untermarkt 22 (Standort)                                      | Wohn- und Geschäftshaus               | Zweigeschossiger biedermeierlicher Satteldachbau mit Putzgliederung, nach 1851. | D-1-80-124-96            | Wohn- und Geschäftshaus             |
| Untermarkt 30 (Standort)                                      | Wohn- und Geschäftshaus               | Dreigeschossiger Satteldachbau, nach 1851. | D-1-80-124-98            | Wohn- und Geschäftshaus             |
| Untermarkt 34 (Standort)                                      | Wohn- und Geschäftshaus               | Zweigeschossiger Walmdachbau in Ecklage, nach 1851. | D-1-80-124-100           | Wohn- und Geschäftshaus             |
| Untermarkt 38 (Standort)                                      | Wohn- und Geschäftshaus               | Zweigeschossiger biedermeierlicher Satteldachbau mit Putzgliederung, nach 1851. | D-1-80-124-102           | Wohn- und Geschäftshaus             |
| Untermarkt 42 (Standort)                                      | Wohn- und Geschäftshaus               | Zweigeschossiger Satteldachbau in Ecklage mit Treppengiebel, nach 1851, Haustür Mitte 19. Jahrhundert. | D-1-80-124-104           | Wohn- und Geschäftshaus             |
| Untermarkt 44, Schneidergaßl 1, Burggraben 47 (Standort)      | Gasthof Angerbräu                     | dreigeschossiger freistehender Satteldachbau mit Treppengiebeln, Putzgliederung und Rundbogenfenstern, nach 1851, Haustür Mitte 19. Jh.; zugehörig ehem. Lagergebäude, zweigeschossiger, verputzter Satteldachbau mit Stichbogenfenstern und Hochtenne, nach 1851; ehemaliger Brauereistadel, zweigeschossiger Satteldachbau mit schmalen Lichtschlitzen, 1853 (dendro.dat.). | D-1-80-124-105           | weitere Bilder                      |
| Untermarkt 56 (Standort)                                      | Wohnhaus                              | Zweigeschossiger biedermeierlicher Walmdachbau mit Putzgliederung und Rundbogenfenstern, um 1840/50. | D-1-80-124-106           | weitere Bilder                      |
| Weilheimer Straße 8 (Standort)                                | Ehemaliges Kellerhaus, jetzt Wohnhaus | Zweigeschossiger Halbwalmdachbau mit Putzgliederung, 2. Viertel 19. Jahrhundert, angeschleppter Anbau später. | D-1-80-124-109           | BW                                  |
| Weilheimer Straße 60; Adalbert-Stifter-Straße 7, 9 (Standort) | Ehemalige Gebirgspanzerjägerkaserne   | dann Offizierslager für polnische Kriegsgefangene (Oflag VII A), sog. Werdenfelser Kaserne; Stabsgebäude mit Wache und Mannschaftsgebäude, vorwiegend zweigeschossiger, zweifach abgewinkelter Walmdachbau mit Torturm (Fassadenmalerei nach 1956), großen Gauben und eingeschossiger Wache mit rückseitiger Pfeilervorhalle, mit zweigeschossigem Mannschaftgebäude mit giebelseitigem, zweigeschossigem Bodenerker; zu letzterem parallel gereihte, zwei weitere Mannschaftsgebäude, zweigeschossige Walmdachbauten mit giebelseitigen, zweigeschossigen Bodenerkern; Wirtschaftsgebäude gegenüber dem Torturm, zweigeschossiger Walmdachbau mit mittigem Uhrturmrisalit und Zwiebelhaube, Fassadenmalerei nach 1956, im Inneren teilweise erneuert; gegenüber den drei Mannschaftsgebäuden gelegene, parallel, zumeist paarweise, gereihte Garagen, sieben Walmdachbauten mit vierteiligen Einfahrtstoren; zwingerartige Einfriedung, Bruchsteinmauer mit Rundtürmchen und Schießscharten; Reichsadler auf Postament (transloziert von ehemaliger Kemmel-Kaserne); sämtlich Heeresbauverwaltung mit gestaltendem Architekten, 1938/39 | D-1-80-124-193           | BW                                  |

### Egling
| Lage                 | Objekt                    | Beschreibung | Akten-Nr.      | Bild                      |
| -------------------- | ------------------------- | --- | -------------- | ------------------------- |
| Egling 18 (Standort) | Ehemaliger Getreidekasten | Zweigeschossiger Flachsatteldachbau mit zweigeschossigem Blockbau, im Erdgeschoss teils Ständerkonstruktion, 18. Jahrhundert, Ende 19. Jahrhundert ausgebaut. | D-1-80-124-111 | Ehemaliger Getreidekasten |
| Egling 20 (Standort) | Getreidekasten            | Erdgeschossiger Blockbau, Türstürz mit Eselsrückenprofil, 17./18. Jahrhundert                                                                                 | D-1-80-124-112 | BW                        |

### Froschhausen
| Lage                         | Objekt                                | Beschreibung | Akten-Nr.      | Bild           |
| ---------------------------- | ------------------------------------- | --- | -------------- | -------------- |
| Riegseer Straße 4 (Standort) | Katholische Filialkirche St. Leonhard | barockisierter Saalraum mit eingezogenem Chor und nordseitigem Zwiebelturm, Kern wohl spätgotisch, um 1670 und 1786 barockisiert, Turm 1730; mit Ausstattung | D-1-80-124-113 | weitere Bilder |

### Hechendorf
| Lage                                | Objekt                            | Beschreibung | Akten-Nr.      | Bild               |
| ----------------------------------- | --------------------------------- | --- | -------------- | ------------------ |
| Bahnhofsweg (Standort)              | Gedächtniskapelle                 | Hoher schmaler Zeltdachbau, von Emanuel von Seidl, Plan 1915; mit Ausstattung | D-1-80-124-115 | weitere Bilder     |
| Bahnhofsweg 2 (Standort)            | Wandbild                          | Große Historiendarstellung an der Nordseite (Schlacht auf dem Lechfeld), bezeichnet 1911. | D-1-80-124-114 | Wandbild           |
| Murnauer Straße 1 (Standort)        | Bauernhaus                        | Flachsatteldachbau mit kraftvollem Zierbund, bezeichnet 1700, Obergeschoss verputzter Blockbau und alte, bleiverglaste Kreuzstockfenster; Putzgliederung und Haustür Mitte 19. Jahrhundert.                                                                                | D-1-80-124-117 | Bauernhaus         |
| Partenkirchner Straße 10 (Standort) | Gasthaus                          | Zweigeschossiger Zeltdachbau mit Zwerchhäusern, von Emanuel von Seidl, nach Brand 1909. | D-1-80-124-118 | Gasthaus           |
| Partenkirchner Straße 12 (Standort) | Katholische Filialkirche St. Anna | Barockisierter Saalbau mit eingezogenem Chor und nordseitigem Mansarddachturm, Kern Mitte 15. Jahrhundert, Mitte 17. Jahrhundert verlängert und verändert; mit Ausstattung; Friedhofsmauer, teilweise verputztes Bruchsteinmauerwerk mit Tuffdeckplatten, 18. Jahrhundert. | D-1-80-124-119 | weitere Bilder     |
| Zum Alten Bahnhof 4 (Standort)      | Ehemaliger Bahnhof                | Erdgeschossiger historisierender Mansardwalmdachbau mit Gauben und ionischer Säulen-Loggia, von Emanuel von Seidl, 1909/10. | D-1-80-124-116 | Ehemaliger Bahnhof |

### Neuegling
| Lage                           | Objekt            | Beschreibung | Akten-Nr.                | Bild           |
| ------------------------------ | ----------------- | --- | ------------------------ | -------------- |
| Neuegling 1/2 (Standort)       | Schloss Neuegling | Zweigeschossiger neubarocker Mansardwalmdachbau mit Altanen, Zwerchhäusern, konvexem Mittelrisalit, Stuckdekor und nördlich abschließendem Turm, von Carl Hocheder, bezeichnet 1910–1913. | D-1-80-124-122           | weitere Bilder |
| Neuegling 3/4/5/6/7 (Standort) | Remise            | Zweigeschossiger Walmdachtrakt, 1990 zu Wohnzwecken ausgebaut. | D-1-80-124-122 zugehörig | BW             |
| Neuegling 8 (Standort)         | Gärtnerhaus       | Erdgeschossiger gebrochener Zeltdachbau, wohl 1910–1913. | D-1-80-124-122 zugehörig | Gärtnerhaus    |

### Oberried
| Lage                   | Objekt                              | Beschreibung | Akten-Nr.                | Bild                                |
| ---------------------- | ----------------------------------- | --- | ------------------------ | ----------------------------------- |
| Oberried 1 (Standort)  | Landhaus Feuchtmayr                 | Erdgeschossiges dreiflügeliges Gebäude mit Zelt-, Walmdach und hölzernen Säulen, von Emanuel von Seidl, 1915. | D-1-80-124-123           | Landhaus Feuchtmayr                 |
| Oberried 1 (Standort)  | Geflügelhaus und Dienstbotenwohnung | Erdgeschossiges dreiflügeliges Gebäude mit Zelt-, Walmdach und hölzernen Säulen, von Emanuel von Seidl, 1915. | D-1-80-124-123 zugehörig | Geflügelhaus und Dienstbotenwohnung |
| Oberried 1 (Standort)  | Remise                              | Stall- und Remisenanbau 1919. | D-1-80-124-123 zugehörig | BW                                  |
| Oberried 1 (Standort)  | Villenpark                          | Weitläufige Parkanlage mit Blumengarten, Entwurf von Gabriel von Seidl, 1913/14. | D-1-80-124-123 zugehörig | Villenpark                          |
| Oberried 1 (Standort)  | Gartenpavillon „Gloriettl“          | Kleiner Zeltdachbau, Entwurf von Gabriel von Seidl, 1913/14. | D-1-80-124-123 zugehörig | Gartenpavillon„Gloriettl“           |
| Oberried 2 (Standort)  | Landhaus Brey                       | Vornehmer, zweigeschossiger Walmdachbau mit Eckerker und eingezogener Terrasse, als Jagdhaus 1903 von Emanuel von Seidl erbaut; westlich rechtwinklig angesetzter Flügel mit eingestelltem Treppenturm 1905 von Emanuel von Seidl; mit Ausstattung.                                                                       | D-1-80-124-124           | BW                                  |
| Oberried 2 (Standort)  | Remise                              | Erdgeschossiger Mansardwalmdachbau, von Emanuel von Seidl, 1905. | D-1-80-124-124 zugehörig | BW                                  |
| Oberried 2 (Standort)  | Villengarten                        | Weitläufige Parkanlage mit Blumengarten, Entwurf von Gabriel von Seidl, 1903–1905. | D-1-80-124-124 zugehörig | BW                                  |
| Seeleiten 7 (Standort) | Kavaliershaus                       | Ehemaliges sogenanntes Kavaliershaus des Schlosses Seeleiten (siehe Baudenkmäler in Seeleiten), Flachsatteldachbau im alpenländischen Heimatstil mit aufgezimmertem Obergeschoss, Lauben und polygonalen Eckerkern, nach Entwurf von Emanuel von Seidl, 1909, nach Brand 1925 von Gustav Reuter vergrößert und überformt. | D-1-80-124-72            | BW                                  |

### Ramsach
| Lage                 | Objekt                     | Beschreibung | Akten-Nr.                | Bild           |
| -------------------- | -------------------------- | --- | ------------------------ | -------------- |
| Ramsach 1 (Standort) | Ramsachkircherl St. Georg  | Barockisierter Saalbau mit Zwiebel-Dachreiter, im Kern spätgotisch, 1739/40 umgestaltet; mit Ausstattung; verputzt. | D-1-80-124-125           | weitere Bilder |
| Ramsach 1 (Standort) | Friedhofsmauer             | Verputzte Friedhofsmauer, 18. Jahrhundert.                                                                          | D-1-80-124-125 zugehörig | BW             |
| Ramsach 2 (Standort) | Ehemaliges Kleinbauernhaus | Flachsatteldachbau mit Blockbau-Obergeschoss und Zierbund, 18. Jahrhundert.                                         | D-1-80-124-126           | weitere Bilder |

### Weindorf
| Lage                     | Objekt                              | Beschreibung | Akten-Nr.      | Bild           |
| ------------------------ | ----------------------------------- | --- | -------------- | -------------- |
| Dorfstraße 27 (Standort) | Getreidekasten                      | Eingeschossiger Blockbau mit geschnitzter Fase, bezeichnet 1548, versetzt mit erneuertem Überbau.                                                     | D-1-80-124-128 | weitere Bilder |
| Dorfstraße 33 (Standort) | Katholische Filialkirche St. Martin | Kleiner barocker Saalbau mit eingezogenem Chor und südlichem Zeltdachturm, Chor im Kern spätgotisch, Langhaus und Erhöhung 1730–1734; mit Ausstattung | D-1-80-124-127 | weitere Bilder |

## Ehemalige Baudenkmäler
In diesem Abschnitt sind Objekte aufgeführt, die früher einmal in der Denkmalliste eingetragen waren, jetzt aber nicht mehr. Objekte, die in anderem Zusammenhang also z. B. als Teil eines Baudenkmals weiter eingetragen sind, sollen hier nicht aufgeführt werden. Aktennummern in diesem Abschnitt sind ehemalige, jetzt nicht mehr gültige Aktennummern.

| Lage                                 | Objekt                  | Beschreibung | Akten-Nr.      | Bild                    |
| ------------------------------------ | ----------------------- | --- | -------------- | ----------------------- |
| Murnau Johannisstraße 6 (Standort)   | Wohnhaus                | Mit Halbwalmdach, Mitte 19. Jahrhundert.                                                                                                | D-1-80-124-21  | BW                      |
| Murnau Obermarkt 24 (Standort)       | Wohn- und Geschäftshaus | Zweigeschossiger biedermeierlicher Steildachbau, um 1835.                                                                               | D-1-80-124-46  | Wohn- und Geschäftshaus |
| Murnau Obermarkt 41/43/45 (Standort) | Wohn- und Geschäftshaus | Zweigeschossiger teilweise putzgegliederter Walmdachblock, um 1840.                                                                     | D-1-80-124-54  | Wohn- und Geschäftshaus |
| Murnau Pfarrstraße 4/6 (Standort)    | Doppelhaus              | Mit Flachsatteldach, 18. Jahrhundert.                                                                                                   | D-1-80-124-60  | BW                      |
| Murnau Schloßbergstraße 2 (Standort) | Wohn- und Geschäftshaus | Zweigeschossiger Krüppelwalmdachbau in Ecklage mit barockisierendem Zwiebel-Erkerturm und Gesimsgliederung, Kern um 1840, modernisiert. | D-1-80-124-89  | weitere Bilder          |
| Untermarkt 21 (Standort)             | Wohn- und Geschäftshaus | Zweigeschossiger Satteldachbau mit Gauben und klassizisierender Stuckgliederung, nach 1851.                                             | D-1-80-124-95  | Wohn- und Geschäftshaus |
| Murnau Viehmarktplatz 1 (Standort)   | Haustür                 | Zweiflügelige geschnitzte Holztür mit Oberlicht, bezeichnet 1899.                                                                       | D-1-80-124-108 | Haustür                 |
| Weindorf Dorfstraße 24 (Standort)    | Getreidekasten          | Eingeschossig, wiederaufgestellt, mit geschnitzter Fase, bezeichnet 1548.                                                               | D-1-80-124-?   | Getreidekasten          |